# Tylertown
Tylertown – miasto w Stanach Zjednoczonych, w stanie Missisipi, siedziba administracyjna hrabstwa Walthall.